# Gustaf Bergendahl
Carl Gustaf August Bergendahl (i riksdagen kallad Bergendahl i Ryholm), född 2 augusti 1845 i Malmö, död 13 februari 1904 i Beatebergs församling, Skaraborgs län, var en svensk ryttmästare, godsägare och politiker.
Bergendahl var ledamot av riksdagens andra kammare 1887–1899, invald av Vadsbro södra domsagas valkrets, och ledamot av första kammaren från 1899 till sin död, invald av Skaraborgs läns valkrets. Han skrev 11 egna motioner i riksdagen, främst om jordbruksstöd som tullskydd, stämpelbefrielse och nedsättningar av räntor  och fraktsatser.